# NGC 6027C
NGC 6027C (другие обозначения — UGC 10116, 7ZW 631, MCG 4-38-7, VV 115, ZWG 137.10, HCG 79D, KUG 1556+208, PGC 56578) — спиральная галактика (Sc) в созвездии Змея.
Этот объект не входит в число перечисленных в оригинальной редакции «Нового общего каталога» и был добавлен позднее.